# Bitva u Beneventa
Bitva u Beneventa svedená v roce 275 př. n. l. byla poslední střetnutím mezi vojskem krále Pyrrha z Épeiru a Římany, jež vedl konzul Manius Curius Dentatus. Místo konání bitvy se nacházelo nedaleko dnešní obce Benevento v Kampánii. Tento boj se ukázal být rozhodujícím momentem pro završení římské expanze v jižní Itálii.
Přesné údaje o počtu vojáků, kteří se měli zúčastnit tohoto zápasu, nejsou známy. Épeiroti byli zřejmě rozptýleni ještě před začátkem bitvy, když se Římanům podařilo vyděsit Pyrrhovi válečné slony (pravděpodobně s pomocí zápalných šípů), kteří se poté vrhli s ničivým následkem do épeirských řad.
Pyrrhovy vojenské zdroje se v důsledku předchozích bojů na Sicílii a dřívějších krvavých vítězstvích nad Římany („Pyrrhovo vítězství“) značně ztenčily. Třebaže takticky skončila bitva vlastně nerozhodně, Pyrrhos se nakonec rozhodl tažení na Apeninském poloostrově ukončit, načež se vrátil do Épeiru. V důsledku toho mnozí současní historikové dospívají k mylnému závěru, že Pyrrhos byl u Beneventa Římany přemožen. Během následujících tří let se Římanům vzdaly rovněž řecké obce Velkého Řecka (Magna Graecia). Pyrrhův odchod z Itálie znamenal definitivní porážku a kapitulaci i pro Samnity. Římská dominance na Apeninském poloostrově tak byla nyní úplná.
Ačkoliv tedy Pyrrhos zůstal v poli neporažen, Římané byli schopní zvítězit v této vyčerpávající válce proti nejlepšímu soudobému vojevůdci, který je po právu řazen mezi největší vojevůdce starověku. Bitvy mezi Římany a Pyrrhem rovněž předznamenaly budoucí převahu římské legie nad makedonskou falangou, což bylo způsobeno vyšší mobilností a pružností legie (ovšem mnozí vojenští historikové poukazují na slabost tehdejšího římského jezdectva).
Místo bitvy se původně nazývalo Maleventum (obvykle užívaný překlad zní „místo špatných větrů“), avšak bezprostředně po bitvě je Římané přejmenovali na Beneventum („místo dobrých větrů“).